# Рађево Село
Рађево Село је насељено место града Ваљева у Колубарском округу. Према попису из 2022. било је 997 становника.

## Демографија
У насељу Рађево Село живи 753 пунолетна становника, а просечна старост становништва износи 38,8 година (38,5 код мушкараца и 39,0 код жена). У насељу има 270 домаћинстава, а просечан број чланова по домаћинству је 3,44.
Ово насеље је великим делом насељено Србима (према попису из 2002. године).
|  |

| Демографија | Демографија | Демографија |
| Година      | Становника  | Становника  |
| ----------- | ----------- | ----------- |
| 1948.       | 530         |             |
| 1953.       | 662         |             |
| 1961.       | 645         |             |
| 1971.       | 683         |             |
| 1981.       | 898         |             |
| 1991.       | 1.432       | 1.414       |
| 2002.       | 929         | 965         |

| Етнички састав према попису из 2002.‍ | Етнички састав према попису из 2002.‍ | Етнички састав према попису из 2002.‍ | Етнички састав према попису из 2002.‍ | Етнички састав према попису из 2002.‍ |
| ------------------------------------ | ------------------------------------ | ------------------------------------ | ------------------------------------ | ------------------------------------ |
|                                      |                                      |                                      |                                      |                                      |
| Срби                                 | Срби                                 |                                      | 917                                  | 98,70%                               |
| Југословени                          | Југословени                          |                                      | 2                                    | 0,21%                                |
| непознато                            | непознато                            |                                      | 7                                    | 0,75%                                |

| Година пописа     | 1948. | 1953. | 1961. | 1971. | 1981. | 1991. | 2002. |
| ----------------- | ----- | ----- | ----- | ----- | ----- | ----- | ----- |
| Број домаћинстава | 94    | 134   | 150   | 173   | 251   | 421   | 270   |

| Број чланова      | 1  | 2  | 3  | 4  | 5  | 6  | 7 | 8 | 9 | 10 и више | Просек |
| ----------------- | -- | -- | -- | -- | -- | -- | - | - | - | --------- | ------ |
| Број домаћинстава | 34 | 49 | 53 | 73 | 33 | 18 | 8 | 1 | 1 | 0         | 3,44   |

| Пол    | Укупно | Неожењен/Неудата | Ожењен/Удата | Удовац/Удовица | Разведен/Разведена | Непознато |
| ------ | ------ | ---------------- | ------------ | -------------- | ------------------ | --------- |
| Мушки  | 402    | 111              | 267          | 15             | 4                  | 5         |
| Женски | 391    | 64               | 261          | 47             | 9                  | 10        |
| УКУПНО | 793    | 175              | 528          | 62             | 13                 | 15        |

| Пол    | Укупно                    | Пољопривреда, лов и шумарство | Рибарство                            | Вађење руде и камена | Прерађивачка индустрија       |
| ------ | ------------------------- | ----------------------------- | ------------------------------------ | -------------------- | ----------------------------- |
| Мушки  | 227                       | 63                            | 0                                    | 1                    | 56                            |
| Женски | 140                       | 57                            | 0                                    | 0                    | 23                            |
| УКУПНО | 367                       | 120                           | 0                                    | 1                    | 79                            |
| Пол    | Производња и снабдевање   | Грађевинарство                | Трговина                             | Хотели и ресторани   | Саобраћај, складиштење и везе |
| Мушки  | 2                         | 20                            | 17                                   | 2                    | 15                            |
| Женски | 0                         | 0                             | 15                                   | 3                    | 0                             |
| УКУПНО | 2                         | 20                            | 32                                   | 5                    | 15                            |
| Пол    | Финансијско посредовање   | Некретнине                    | Државна управа и одбрана             | Образовање           | Здравствени и социјални рад   |
| Мушки  | 0                         | 6                             | 8                                    | 4                    | 6                             |
| Женски | 1                         | 9                             | 3                                    | 4                    | 18                            |
| УКУПНО | 1                         | 15                            | 11                                   | 8                    | 24                            |
| Пол    | Остале услужне активности | Приватна домаћинства          | Екстериторијалне организације и тела | Непознато            | Непознато                     |
| Мушки  | 1                         | 0                             | 0                                    | 26                   | 26                            |
| Женски | 2                         | 0                             | 0                                    | 5                    | 5                             |
| УКУПНО | 3                         | 0                             | 0                                    | 31                   | 31                            |

## Галерија
- Рађево Село - панорама
- Рађево Село - панорама
- Рађево Село - панорама
- Рађево Село - панорама
- Рађево Село - панорама
- Рађево Село - панорама